# (12275) Marcelgoffin
(12275) Marcelgoffin – planetoida z pasa głównego asteroid okrążająca Słońce w ciągu 4,6 lat w średniej odległości 2,77 j.a. Odkrył ją Eric Walter Elst 15 listopada 1990 roku w Obserwatorium La Silla. Nazwa planetoidy pochodzi od Marcela Goffina (1913–1999), który zajmował się amatorsko produkcją skrzypiec.